# Viminella hicksoni
Viminella hicksoni is een zachte koraalsoort uit de familie Ellisellidae. De koraalsoort komt uit het geslacht Viminella. Viminella hicksoni werd in 1910 voor het eerst wetenschappelijk beschreven door Simpson. 